# Daniel Davari
Daniel Mohammad Davari (persisch دانیال داوری; * 6. Januar 1988 in Gießen) ist ein iranisch-deutscher Fußballtorwart. Er ist zurzeit bei VfL Osnabrück als Torwart-Trainer beschäftigt.

## Karriere

### Vereine
Mit dem Fußballspielen begann Daniel Davari beim SV Garbenteich in der Kleinstadt Pohlheim im mittelhessischen Landkreis Gießen. 2002 wechselte er zur TSG Gießen-Wieseck und spielte ein Jahr als Stürmer, bevor er ins Tor und 2004 in die Jugend vom 1. FSV Mainz 05 wechselte. Davari durchlief mehrere Jugendmannschaften und stieg mit seiner Mannschaft 2006 in die A-Junioren-Bundesliga auf.
Nach der Saison 2008/09, in der Davari mit der zweiten Mannschaft von Mainz 05 in der Fußball-Regionalliga den fünften Tabellenplatz belegt hatte, wechselte er zu Eintracht Braunschweig in die 3. Liga. In der darauffolgenden Saison kam Davari im Profikader nicht zum Einsatz, wurde aber mit der Eintracht-Reserve Oberligameister und stieg in die Regionalliga Nord auf. In der Saison 2010/11 absolvierte er am 11. September 2010 im Heimspiel gegen Rot Weiss Ahlen nach einer Verletzung von Stammtorhüter Marjan Petković sein erstes Spiel in der dritten Liga. In der Saison 2011/12 wurde er Stammtorhüter des Profikaders der Eintracht in der 2. Bundesliga, nachdem er dort am 12. August 2011 im Spiel gegen den Karlsruher SC debütiert hatte. Am Ende der Saison 2012/13 stieg er mit Braunschweig als Tabellenzweiter in die Bundesliga auf. In dieser debütierte er am 18. August 2013 (2. Spieltag) bei der 1:2-Niederlage im Auswärtsspiel gegen Borussia Dortmund. Anfang April 2014 gab Davari bekannt, seinen zum Saisonende auslaufenden Vertrag nicht verlängern zu wollen.
Im Mai 2014 unterschrieb er einen Zweijahresvertrag beim Schweizer Rekordmeister Grasshopper Club Zürich, bei dem er den zum SC Freiburg abgewanderten Roman Bürki ersetzte. Sein Debüt in der Super League gab er am 20. Juli 2014 (1. Spieltag) bei der 0:1-Niederlage im Auswärtsspiel gegen den FC Zürich.
Im Juni 2015 kehrte Davari nach Deutschland zurück und unterschrieb einen Zweijahresvertrag beim Zweitligisten Arminia Bielefeld. Dort verletzte er sich vor der Saison und fiel für mehrere Wochen aus. Im Juni 2017 schloss er sich dem Zweitligisten MSV Duisburg an, kam aber nicht über die Rolle des Ersatzspielers hinaus.
In der Winterpause 2018/19 schloss er sich zunächst bis Saisonende dem Regionalligisten Rot-Weiß Oberhausen an und absolvierte alle restlichen 13 Saisonspiele. Im April 2019 unterschrieb Davari dann einen bis 2021 laufenden Vertrag und stand in allen 27 Pflichtpartien zwischen den Pfosten; die aufgrund der COVID-19-Pandemie abgebrochene Spielzeit beendete der Torhüter mit RWO auf Rang 4.
Zur Saison 2020/21 wechselte der Deutschiraner ligaintern zu Rot-Weiss Essen, nachdem Robin Heller und Marcel Lenz den Verein verlassen hatten. Davari war in der Folge Stammtorhüter und erreichte mit dem Team im DFB-Pokal 2020/21 nach Siegen über die höherklassigen Klubs Arminia Bielefeld, Fortuna Düsseldorf und Bayer 04 Leverkusen das Viertelfinale. Im Dezember 2021 wurde er Mannschaftskapitän, ehe er Ende März 2022 seinen Platz an Jakob Golz verlor. Wenige Wochen später wurde er vom Verein bis Saisonende freigestellt, weil er nach Vereinsangaben „seine Rolle als Ersatztorhüter nicht so angenommen [hat], wie wir uns das gewünscht hätten“. Zur Saison 2022/23 wechselte er zurück zu Rot-Weiß Oberhausen. Ab Juli 2023 war Davari zusätzlich Torwart-Trainer der ersten Mannschaft. Zum Ende der Saison 2024/25 beendete er seine aktive Karriere. In der Sommerpause 2025 verließ er Rot-Weiß Oberhausen und wechselte als Torwart-Trainer in die 3. Liga zu VfL Osnabrück.

### Nationalmannschaft
Im Januar 2013 wurde Davari erstmals vom Nationaltrainer der iranischen Fußballnationalmannschaft Carlos Queiroz für ein Länderspiel nominiert. Jedoch sagte er seine Teilnahme am Asienmeisterschafts-Qualifikationsspiel gegen den Libanon am 6. Februar 2013 ab, da für seinen Verein Eintracht Braunschweig nur zwei Tage später ein im Aufstiegskampf wichtiges Ligaspiel gegen den VfR Aalen anstand. Im März 2013 erhielt Davari erneut eine Einladung zu einem Länderspiel, diesmal für das Qualifikationsspiel der iranischen Nationalmannschaft am 26. März 2013 gegen Kuwait. Sein Debüt für den Iran gab Davari schließlich am 15. November 2013 in einem Spiel gegen Thailand. Am 8. Mai 2014 wurde er von Trainer Queiroz in den Kader der iranischen Nationalmannschaft für die Weltmeisterschaft 2014 berufen. Anschließend wurde er nicht mehr berücksichtigt.

## Erfolge
- Aufstieg in die Bundesliga 2013 mit Eintracht Braunschweig
- Aufstieg in die 2. Bundesliga 2011 mit Eintracht Braunschweig als Meister der 3. Liga

## Persönliches
Davari ist Sohn eines iranischen Vaters und einer polnischen Mutter. Er ist Katholik.